# 元厚生事務次官宅連続襲撃事件
元厚生事務次官宅連続襲撃事件（もとこうせいじむじかんたくれんぞくしゅうげきじけん）は、2008年（平成20年）11月に発生した連続殺傷事件である。

## 概要
2008年11月17日と11月18日に元厚生省（現：厚生労働省）事務次官の自宅が襲撃される事件が発生。死者2人、重傷者1人を出す事態となった。
最初の事件から5日後の11月22日午後9時に、当時46歳の男Kがレンタカーで警視庁に出頭し、「自分が厚生事務次官を殺害した」と供述した。11月23日午前2時、警視庁は男がレンタカーに血のついた2本を含めた刃物など犯行時に使ったとされる物証を携えていたため、銃刀法違反で男を逮捕した。

## 事件

### 山口剛彦宅襲撃事件
2008年11月17日の夕方、埼玉県さいたま市南区別所の山口剛彦宅が襲撃される。山口と妻が刺され、死亡。
翌日の11月18日午前10時頃、自宅の玄関で山口夫妻の遺体が発見された。山口宅前の路上には約50メートルにわたって血痕の付いた足跡が残されていた。

### 吉原健二宅襲撃事件
山口夫妻が襲撃された翌日の11月18日夕方、東京都中野区上鷺宮の吉原健二宅が襲撃される。吉原の妻が刺され、重傷を負って玄関の外で倒れていたのを通行人に発見され、保護された。
吉原本人は外出中だったため襲撃されなかったが、この事件では玄関付近と玄関外のみ血痕の付いた足跡が存在していた「山口剛彦宅襲撃事件」と異なり、血痕の付いた足跡が吉原宅前の路上ではなく、家の中にも存在していたことから、犯人が吉原を探していた可能性が指摘された。

## 影響
現役ではないものの、当時は厚生省官僚のトップだった2人の自宅が続いて襲撃されたことから、世間を震撼させた。警察は厚生行政を狙った連続テロを視野に捜査を進めた。
警察は第三の犯行や模倣犯を防ぐため、防止策を発表。厚生労働省現役幹部だけでなく、厚生労働事務次官（旧厚生事務次官）経験者や、社会保険庁長官経験者の自宅警備と、厚生労働省庁舎の警備態勢を強化し、庁舎玄関には警備員を増強し、来庁者には金属探知機によるボディーチェックや荷物検査を実施。また、厚生労働省も幹部の電車通勤から社用車通勤に切り替えたり、公式ウェブサイト上の幹部名簿を不記載としたりするなどの措置を取った。のちに、犯人が個人住所の載っている名簿で住所を知ったと供述したことで、同種の職員録を所蔵する図書館で閲覧制限がかかることが多くなった。
マスコミなどもこの事件を大きく取り上げ、2007年に年金記録問題が発覚するなど、年金行政で国民から不信が持たれていたことや、襲撃された2人の元厚生事務次官が1985年の年金大改正において、年金局長（吉原健二）、年金課長（山口剛彦）として携わっていた共通点などから、「年金テロ」であるとして大きく報道された。
警察は捜査員を300人に増やし、現場周辺の重点的な聞き込みと遺留品捜索を始めるとともに、思想的背景から厚生行政を担当した2人を狙った犯行として、右翼団体や新左翼やカルト教団などによる犯行も視野に入れ、警視庁公安部も捜査を開始した。しかし、思想犯であれば通常出しているであろう犯行声明が出てこなかったことなど、犯行の動機が明確にならず、過去の思想犯と異なった様相をみせた事件となっていた。
その後、意識を回復した吉原の妻の証言から、犯人がつば付き帽子を被って作業服を着ていたこと、体が隠れるほどの大きなダンボール箱を抱えて宅配業者を装い、玄関のドアを開けた瞬間に刃物で刺されたことが判明したが、つば付き帽子と大きなダンボール箱のため、犯人の顔は覚えていなかった。また、山口剛彦宅襲撃事件でも玄関に山口家の印鑑が落ちていたため、両方の事件が宅配業者を装った可能性があるとして、両事件の共通点としてあげられた。

## 実行犯の出頭と逮捕
最初の事件から5日後の11月22日に実行犯の男Kがレンタカーで警視庁に出頭し、犯行を自供。11月23日午前2時、警察はKがレンタカーに血のついた2本を含めた刃物など、犯行時に使ったとされる物証を携えていたため、銃刀法違反でKを逮捕した。
Kは出頭直前、「元厚生次官宅襲撃事件について。今回の決起は年金テロではなく、34年前に保健所に飼い犬を殺された仇討ちである。最初から逃げる気は無いので今から自首する」旨のEメールを新聞社やテレビ局などのマスコミに送っており、これが事実上の犯行声明とされた。
勾留中のKは、元事務次官の住所については国会図書館などの図書館で古い名簿を閲覧して入手したと述べている。また、Kは元厚生事務次官4人と元社会保険庁長官1人の計5人の自宅を襲撃する予定だったが、吉原宅襲撃事件以降は警備が厳しくなったため断念したと述べた。また、宅配を装った際に、箱に伝票を張りつけ、差出人欄に「日本赤十字社」と記載するなど、応対に出る家人から怪しまれないようにしていた。
警察はKのレンタカーや自宅を捜索し、パソコンの解析や電話履歴の確認を取るなどして背後関係を洗ったが、複数犯であるとする証拠は出てこず、単独犯の様相をみせることとなる。
12月4日、Kが凶器として警察に提出した刃物に付着していた血が被害者の血とDNA鑑定で一致したことから、殺人と殺人未遂で再逮捕された。
2009年3月26日、Kを上記の殺人罪と殺人未遂罪と銃刀法違反罪で起訴。さらに第三の事件も存在し、元社会保険庁長官で元最高裁判所判事の横尾和子とその家族の殺害を計画したとして、男を殺人予備罪で追起訴した。以降、本項ではこの男を被告人とする。公判では、被告人は殺害を計画した理由として、最高裁判所裁判官国民審査で最高裁判事を罷免されたくないために、2008年9月に依願退職したためと主張。被告人は吉原夫人を襲った翌日の11月19日に横尾宅に訪れたが警備が厳しかったため、刑事を装って住居に侵入したり放火することも考えたが、自分の本意ではないとして断念したと述べている。

## 裁判
2009年11月26日に初公判が開かれた。検察から、Kのパソコンの履歴に存在したウィキペディア日本語版の記事「厚生事務次官」、「横尾和子」のページへのショートカットやレンタカー会社などを下調べしたフォルダなどが犯行準備の証拠として提示された。また、供述調書では1995年の地下鉄サリン事件や2008年6月の秋葉原通り魔事件に関して、「恨みに思った奴だけをピンポイントで狙えばよく、一般の人の命を狙うなんて許せない」、「相手が組織なのか個人なのかを考え、組織であれば下っ端を狙っても意味がない」と独自の殺害論理を展開していた。厚生事務次官の家族も狙ったことについては、当初は迷っていたが、山田洋行事件で守屋武昌元防衛事務次官の妻が逮捕（後に不起訴）された報道を受け、「マモノの家族もマモノ」として自己正当化し、厚生省幹部の家族の殺害を考えるようになったとした。
Kは起訴事実を大筋で認めた上で、「山口の家族をターゲットとあるが、ターゲットにはしていない。吉原の妻は抵抗したとあるが、抵抗をしておらず命ごいをしていた。元社会保険庁長官の家族をターゲットにし殺害機会をうかがっていたとあるが、事実ではない」とした。吉原夫人殺人未遂については、「命乞いをしたことがプライドが高い元次官の妻として不自然と考え、家政婦ではないか」と殺害を留まったと述べた。また、犯行も、「愛犬の殺害をした厚生省幹部はマモノであり、殺害をすることは正当である」と無罪を主張した。
2010年3月30日、さいたま地裁で判決公判が行われ、「犯行は残虐で、社会に大きな衝撃を与えた刑事責任は極めて重い」として求刑通り死刑判決が言い渡された。Kの責任能力（妄想性障害）が問題視されていたが、さいたま地裁は責任能力はあったと指摘した。その上で、「被告人が宅配便に変装するなど犯行は計画的」「更生は期待できない」とした。Kは判決を不服として即日控訴した。2011年12月26日、東京高裁は死刑判決を支持し、控訴を棄却した。判決理由で「被告人が主張する『愛犬のあだ討ち』という動機は筋道において特段飛躍はなく了解できる」とする一方で「被告人の動機は動物の殺処分に限らず、国家行政への怒りや不満から元官僚らに対する殺意を抱いたことにある。被告人が主張する動機である『愛犬のあだ討ち』については、公判で無罪を主張する計画の中で口実として脚色した疑いが強く、重視するのは適切でない」とした。Kは判決を不服として上告した。
2014年6月13日、最高裁第二小法廷（山本庸幸裁判長）は一審・二審の死刑判決を支持してKの上告を棄却した。これにより死刑判決が確定した。
2017年（平成29年）9月22日現在、Kは死刑囚として、東京拘置所に収監されている。

## 備考
- 11月18日に事件が報道された直後、ウィキペディア日本語版の社会保険庁長官の項が、被害者1名死亡の記述で更新された。これを見た毎日新聞の記者が、履歴に表示された協定世界時(UTC)を日本時間と勘違いし、「襲撃前に犯行を示唆する書き込みがあった」とする記事を翌19日の毎日新聞朝刊に掲載した。同日のテレビ各局もこの記事をニュース番組で報じた。しかし、誤報であることがその日の内に発覚し、毎日新聞の公式サイトや同日の夕刊と翌20日の朝刊で謝罪記事を掲載している。
- 警察庁は現場周辺の防犯カメラや自動車ナンバー自動読み取り装置（Nシステム）の映像や記録を根拠に、犯人の出頭がなくても1カ月程度で犯人を特定できていたとしている[21]。